# Papaye
Melon des tropiques, Figuier des îles

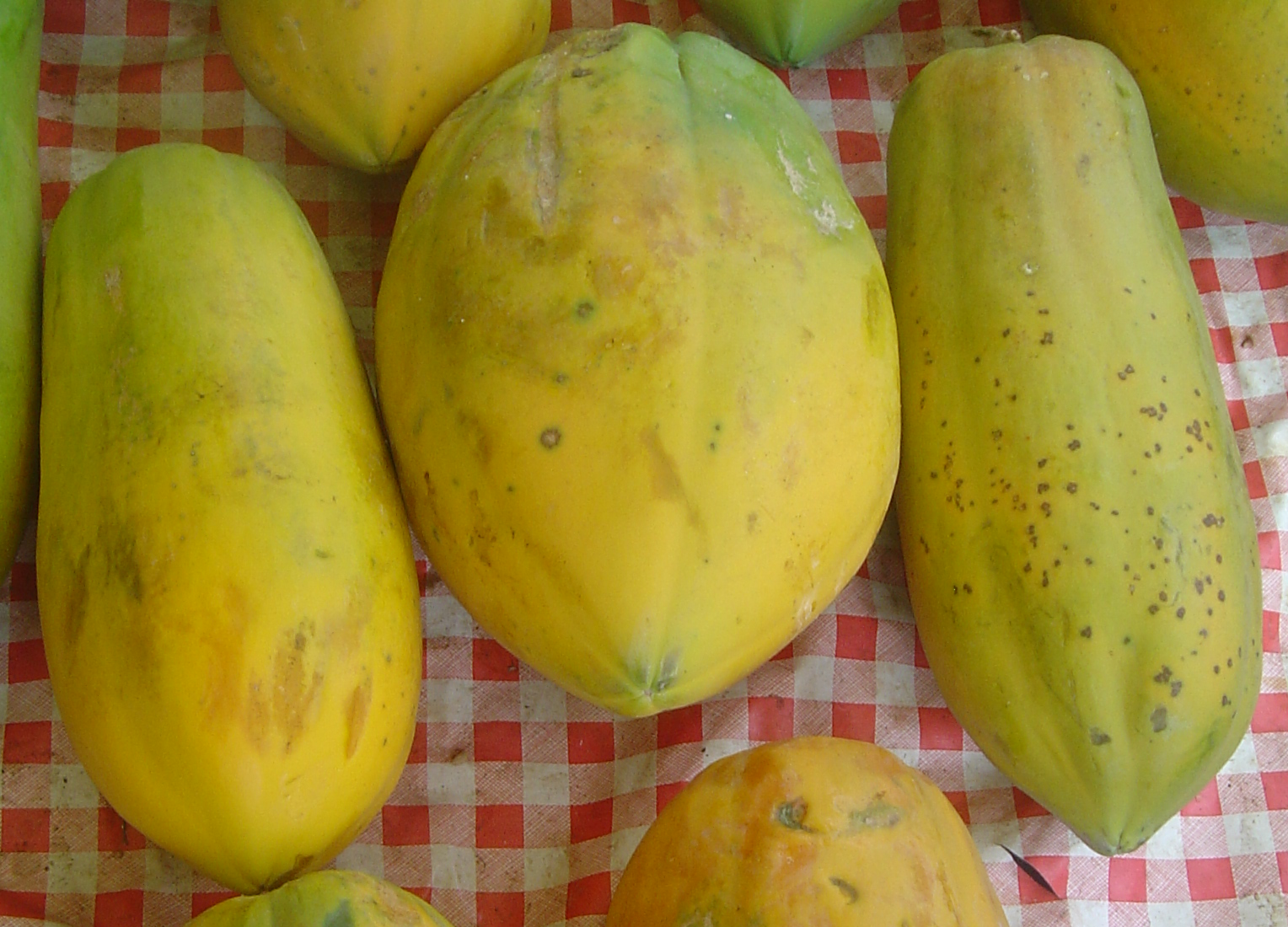
Papayes.

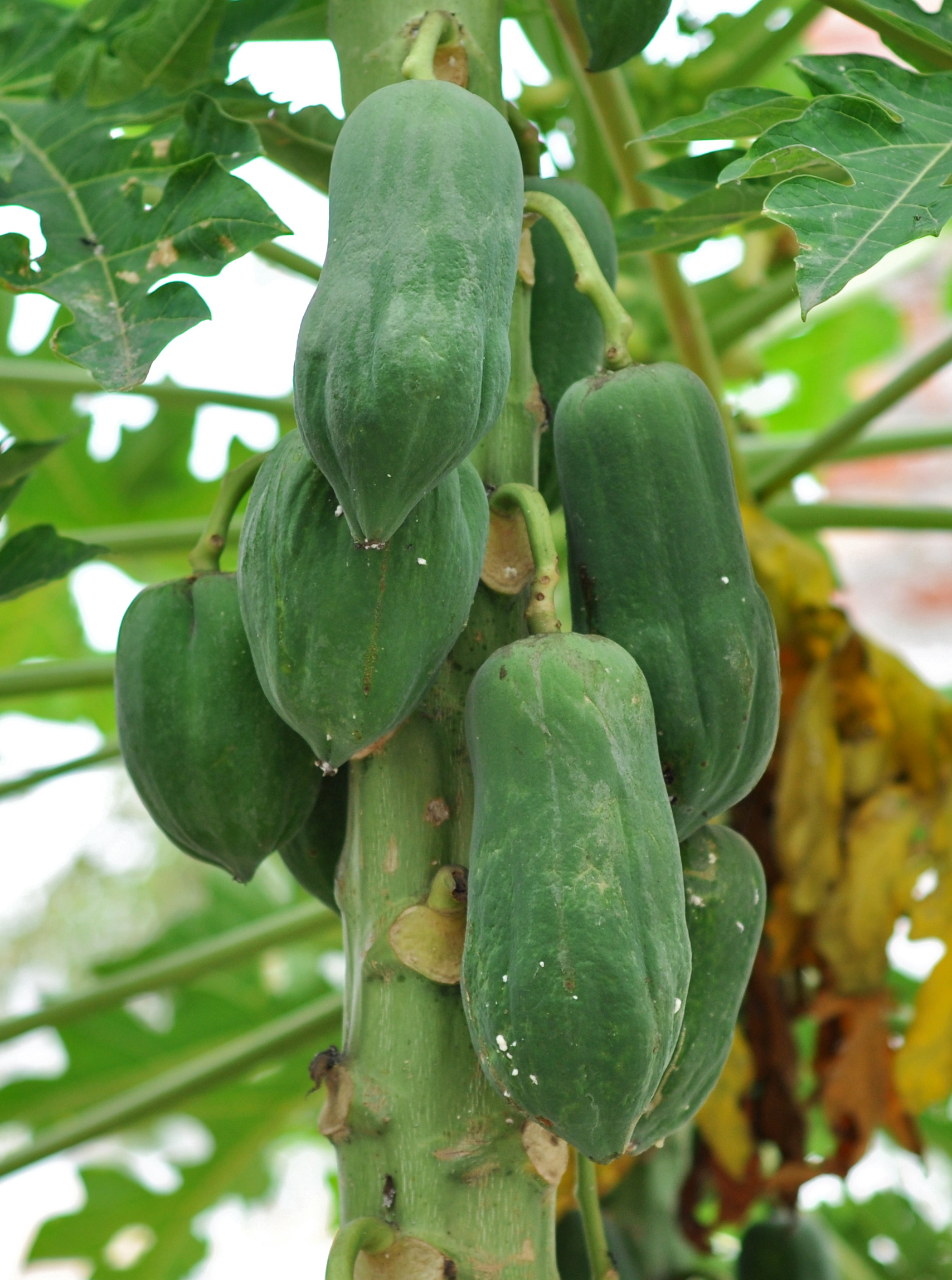
Papayes sur l'arbre.

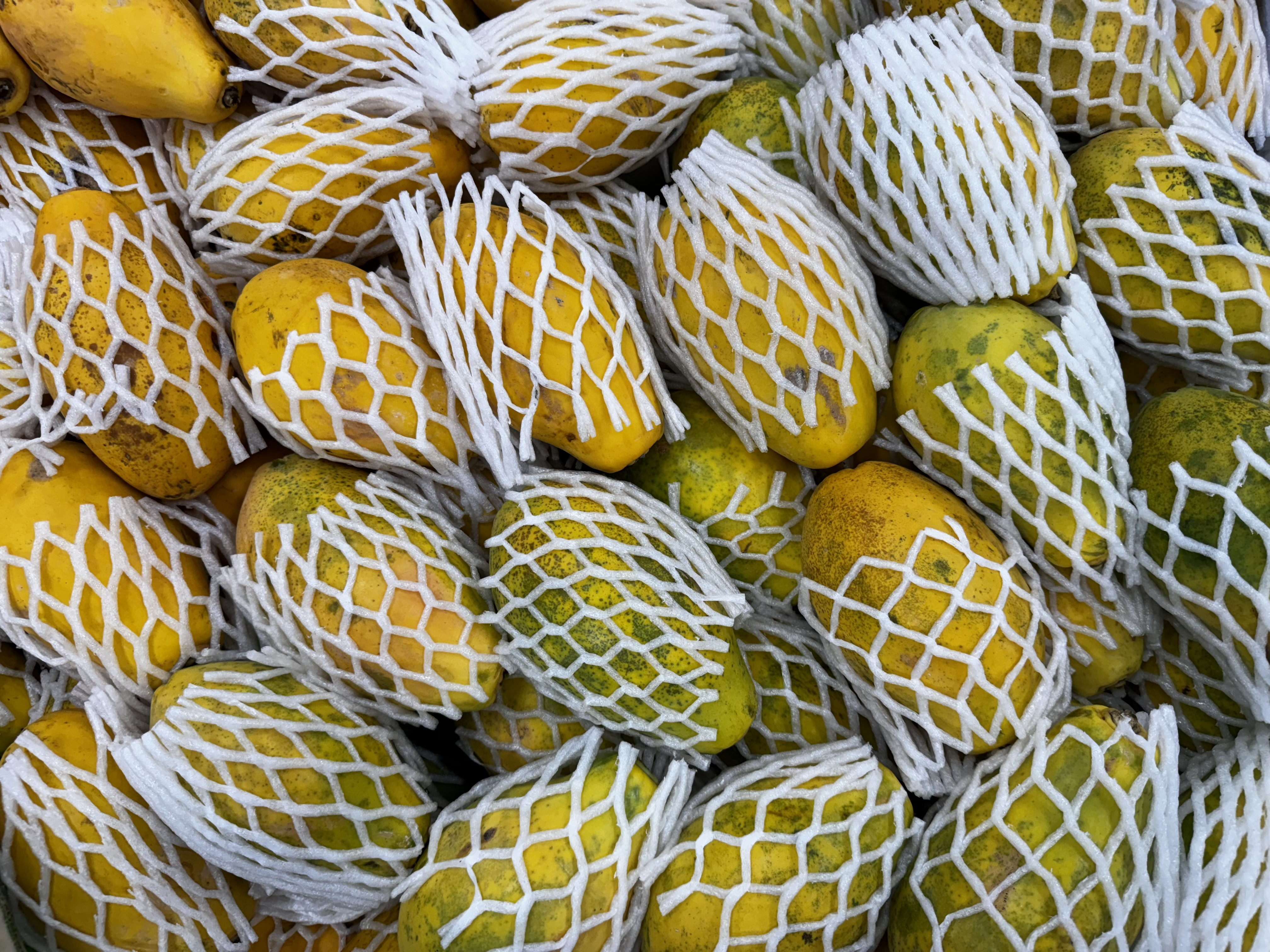
Papayes conditionnées en filets

La papaye est le fruit comestible du papayer (Carica papaya), un arbre originaire du Mexique.

## Description
La papaye est une baie ovoïde ou arrondie, de 21 à 31 cm de long, dont la pulpe est comestible. Elle pèse environ 1 kg (et parfois jusqu'à 5 kg). Elle renferme de nombreuses graines noires entourées d'un mucilage. À maturité, les papayes sont vert jaunâtre, et leur chair juteuse est habituellement jaune orangé mais peut être d'une autre couleur.

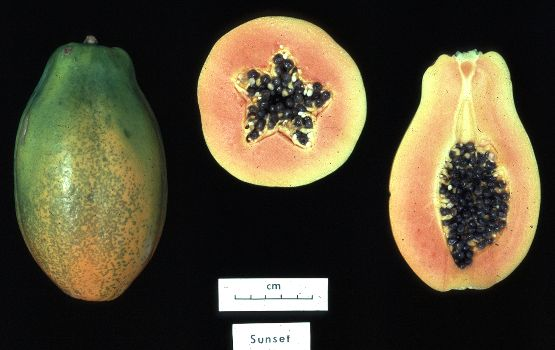
Papaye coupée.
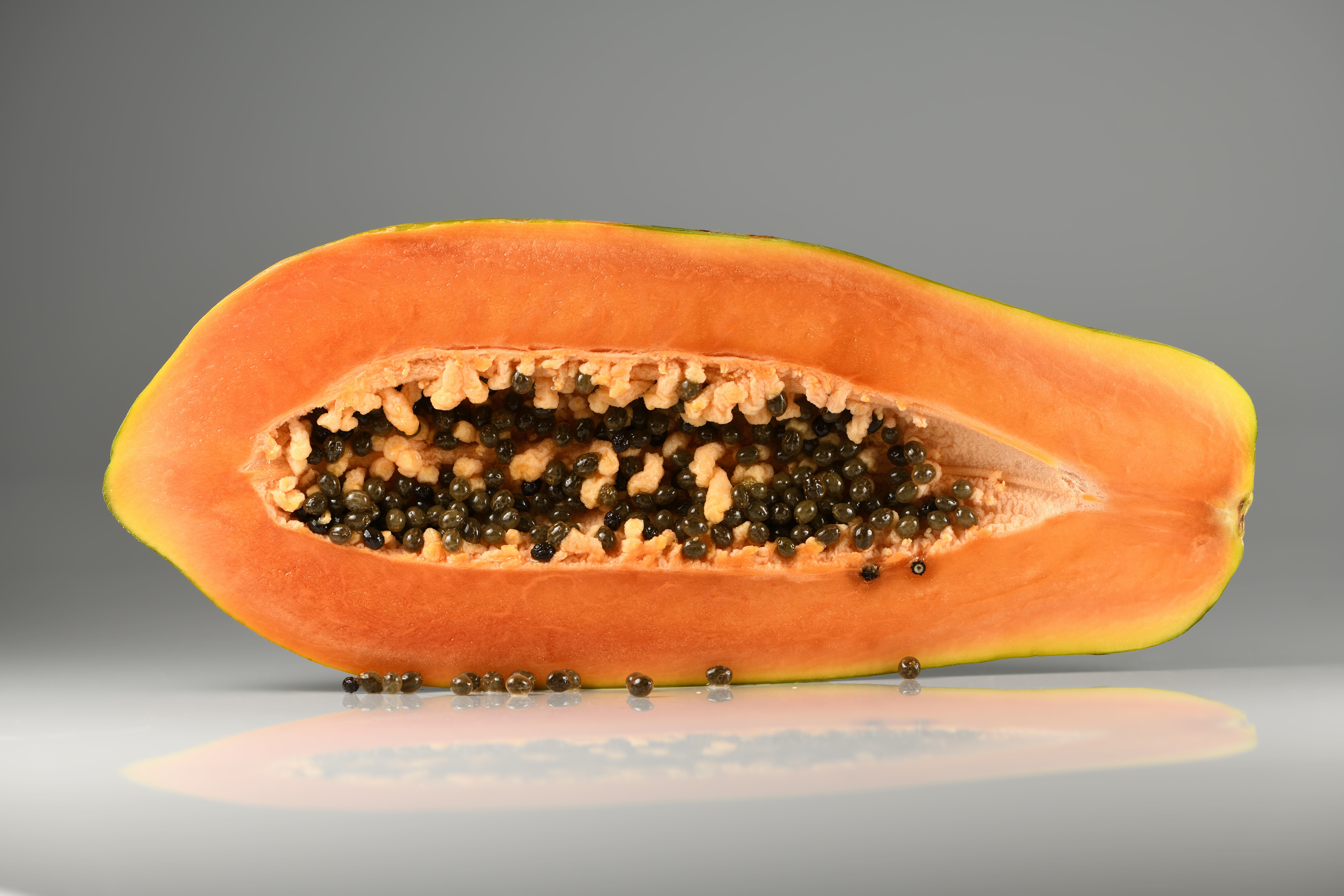
Autre papaye coupée.
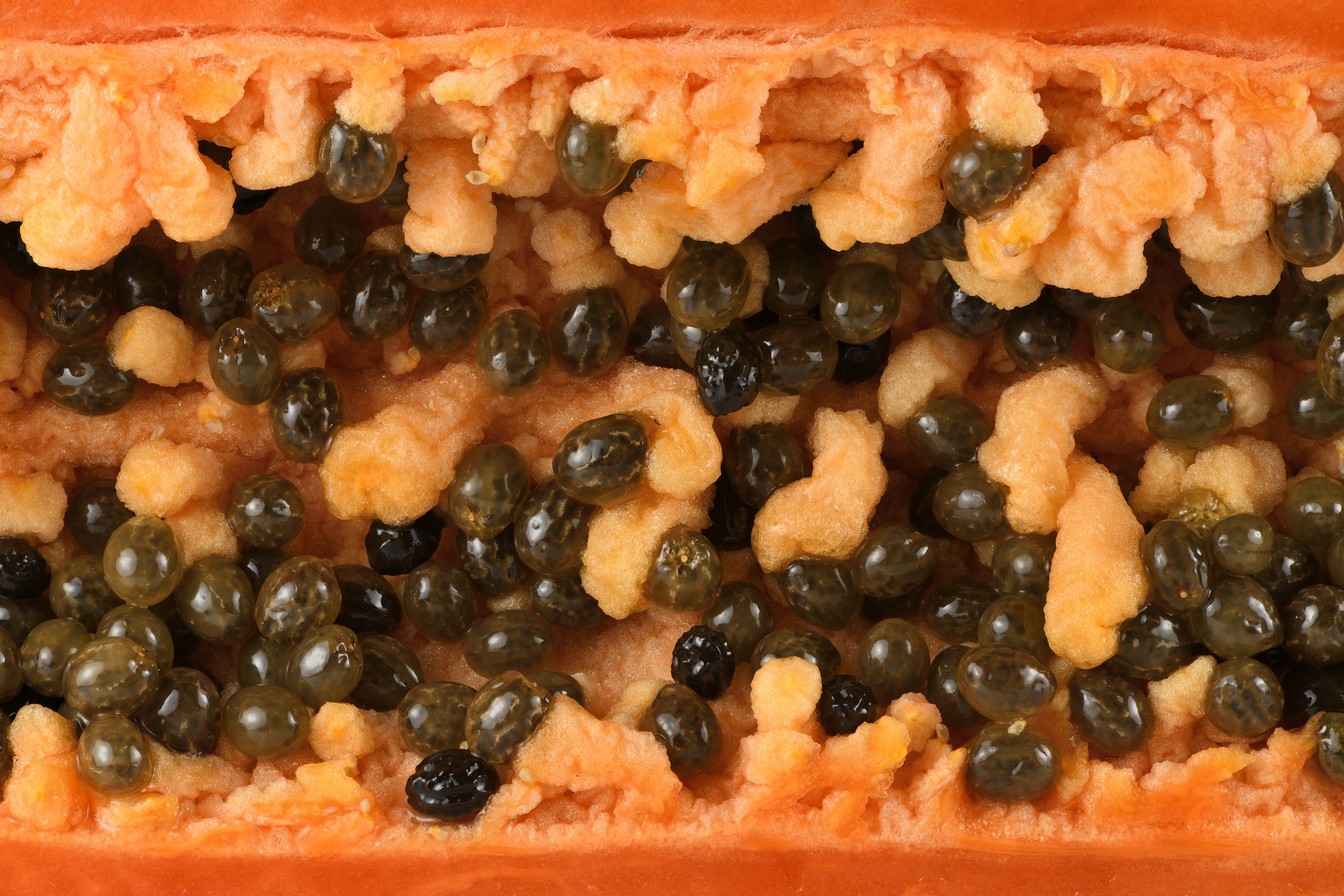
Graines d'une papaye.

Plusieurs variétés de papayers ont été génétiquement modifiées par transgénèse pour résister au virus des taches en anneaux du papayer, grâce à un mécanisme d'interférence par ARN,,. Ces papayes connues sous les noms de Rainbow ou SunUp sont autorisées à la culture seulement aux États-Unis (Hawaï) et à l'importation au Japon et au Canada. Des essais au champ ont aussi été autorisés en Thaïlande ou en Australie.
D'autre part, des variétés de papayers de types hermaphrodites forment des papayes plutôt plus allongées et de chair jaune à orangé, tandis que les variétés dioïques, comme le type sauvage, font des papayes plus oblongues et de chair orangé à rouge et qui sont plus savoureuses car plus parfumées. Il est possible de confire des morceaux de papaye.

## Histoire
Les Portugais et les Espagnols ont apprécié ce fruit en Amérique du Sud qui leur rappelait lointainement le melon, et l'ont aussitôt introduit en Afrique et en Inde. Le papayer est mentionné au Cap-Vert dans la première moitié du XVIe siècle. Jan Huygen van Linschoten après son séjour à Goa (1583-1588) indique « qu'il existe un fruit venant des Indes espagnoles, apporté depuis les Philippines via Malacca, qui s'appelle papaio ».

## Production
La production mondiale était d'environ 12,4 millions de tonnes en 2012 avec l'Inde comme plus important producteur (5,2 M de tonnes), suivie du Brésil (1,5 M de tonnes) et de l'Indonésie (906 300 tonnes).
| 1                | Inde                             | 5 989 000  |
| 2                | Brésil                           | 1 060 392  |
| 3                | Mexique                          | 1 039 820  |
| 4                | République dominicaine           | 1 022 498  |
| 5                | Indonésie                        | 887 591    |
| 6                | Nigeria                          | 833 038    |
| 7                | République démocratique du Congo | 213 769    |
| 8                | Venezuela                        | 188 636    |
| 9                | Colombie                         | 183 732    |
| 10               | Cuba                             | 176 630    |
| Monde            | Monde                            | 13 290 321 |
| Source : FAOSTAT |                                  |            |

## Utilisations

### Le latex en pharmacologie
Le latex est recueilli en incisant les fruits encore verts. Il coagule rapidement et est récupéré par raclage et séchage au soleil ou artificiellement. Du suc de papayer ainsi obtenu, on extrait une protéase attendrissante appelée papaïne, formée de 21 acides aminés et la chymopapaïne, utilisée en chimionucléolyse (traitement des hernies discales). La papaïne est inscrite au codex français depuis 1937.

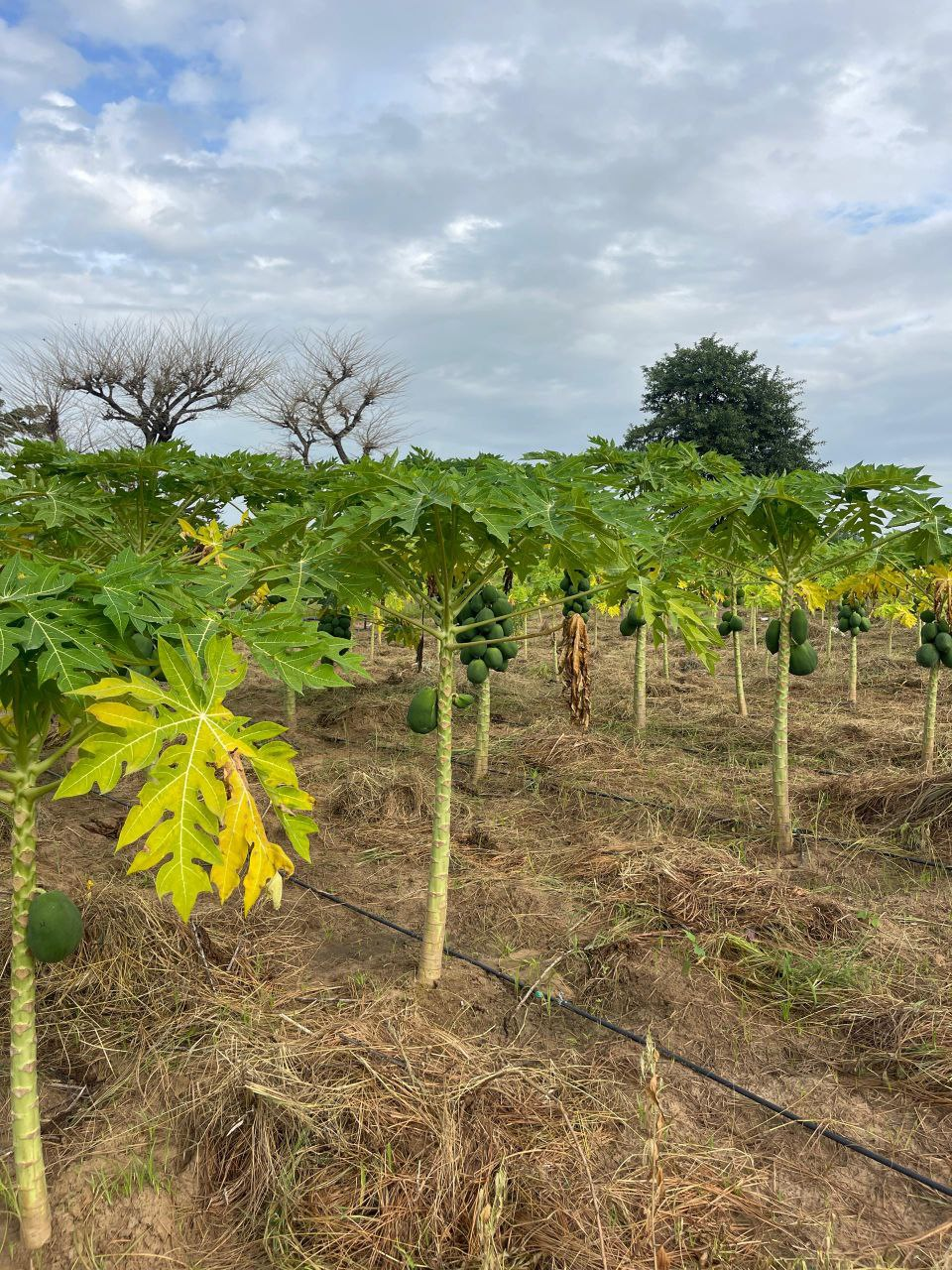
Papayes.

Selon Bruneton, « La papaïne, seule ou associée, est proposée en thérapeutique digestive et en diététique comme enzyme de substitution en cas d'insuffisance gastrique ou duodénale : traitement symptomatique des troubles dyspeptiques. En usage local, elle entre dans la formulation de traitement d'appoint des affections limitées à la muqueuse de la cavité buccale et de l'oropharynx, de suites opératoires, de lésions buccales accidentelles ; détersive et cicatrisante, elle est alors associée à un antibiotique et au lysozyme. »

### Alimentation

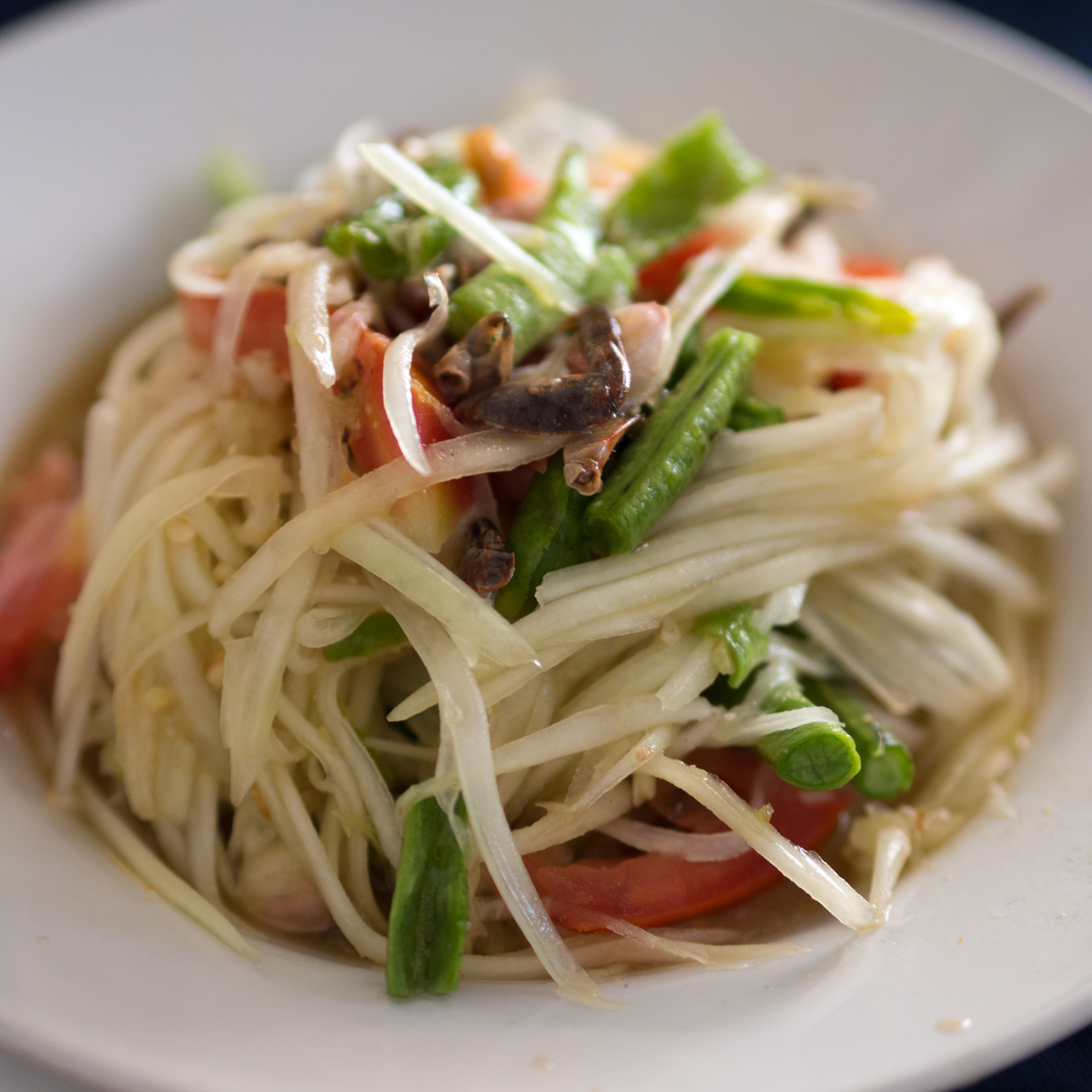
Som tam.

- Il sert de base aussi à la salade thaï, le som tam ou vietnamienne gỏi
- Le latex de la papaye verte peut aussi être utilisé dans la fabrication du chewing-gum.
- La papaïne présente dans la papaye verte permet d’attendrir la chair de poulpe en la faisant mariner avec des morceaux de papaye verte.

### Usages traditionnels
À l'époque précolombienne, les peuples caraïbes employaient le fruit vert en cataplasme contre les zones rougies de la peau et contre les troubles gastro-intestinaux. Pour attendrir la viande crue, ils l'enveloppaient dans des feuilles de papayer avant de la consommer. Cet usage est longtemps resté une tradition aux Antilles.
Dans toutes les Caraïbes, les graines et le latex du fruit sont conseillés comme vermifuge. Le jus du fruit ou une infusion des feuilles est traditionnellement recommandé dans les affections hépatiques, les dyspepsies, les coliques et les ulcères de l'estomac.
En usage externe, le fruit écrasé est appliqué sur les furoncles, les abcès. Le latex appliqué sous forme d'hydrogel sur les brûlures favorise la guérison.

## Les effets indésirables
La papaïne, présente dans la papaye ou dans les compléments alimentaires, contient du latex qui peut provoquer une irritation et ainsi, des maux d'estomac. La papaïne peut aussi provoquer des nausées et des vomissements, et ainsi qu'être à l'origine d'allergies.
Une dose élevée d'extrait de papaye peut exposer à un risque de cardiotoxicité.